# حامد فوزي
حامد فوزي (مواليد 1 يوليو 1939) هو حارس مرمى عراقي سابق لعب مع منتخب العراق بين عامي 1965 و1966. تم استدعاؤه لكأس الأمم العربية 1966.